# .ly
.ly (Libya) é o código TLD (ccTLD) na Internet para a Líbia.

## Subdomínios
| Subdomínio | Utilização                              |
| ---------- | --------------------------------------- |
| .com.ly    | serviços comerciais                     |
| .net.ly    | serviços relacionados à Internet        |
| .gov.ly    | serviços governamentais                 |
| .plc.ly    | empresas estatais                       |
| .edu.ly    | instituições educacionais e de formação |
| .sch.ly    | escolas                                 |
| .med.ly    | serviços relacionados à saúde           |
| .org.ly    | organizações sem fins de lucro          |
| .id.ly     | indivíduos                              |